# Neerslagkans
De neerslagkans is de kans op neerslag voor een bepaalde periode.
Deze is elke dag terug te vinden in het weerbericht. Als weerkundigen neerslag voorspellen, is het niet altijd zeker dat er daadwerkelijk neerslag plaatsvindt. De mate van onzekerheid wordt aangegeven in procenten. Voor een willekeurige plaats binnen het gebied waar het weerbericht betrekking op heeft, geldt dat de neerslagkans de kans is dat er binnen de gegeven periode op deze locatie neerslag plaatsvindt. Een waarde van 90% betekent dat er vrijwel zeker neerslag plaatsvindt. Bij een kans van 10% blijft het vrijwel zeker droog en bij 50% kan het zowel droog blijven als dat er neerslag voorkomt. Getallen kleiner dan 10% of groter dan 90% worden zelden vermeld omdat het weer meestal niet met grote zekerheid kan worden voorspeld. In landen met een gematigd klimaat zoals Nederland en België is de neerslagkans vaak groter dan in landen met een aride (droog) klimaat.
De neerslagkans wordt gedefinieerd als de kans dat er in de loop van de dag op die plaats minimaal 0,3 mm neerslag valt, dat is 0,3 liter per m². De neerslagkans zegt niets over de duur van de neerslag, noch over de hoeveelheid. Het kan dus gaan om een stortbui van 5 minuten of om ettelijke uren druilerige neerslag. 
Neerslagkans en betekenis
- 10-30%: slechts een kleine kans op neerslag, vrijwel (bijna) nergens, vrijwel droog
- 30-70%: mogelijk neerslag, plaatselijk
- 70-90%: grote kans, vrijwel (bijna) overal, op de meeste plaatsen